# Municipio de Mt. Lebanon
El municipio de Mt. Lebanon (en inglés: Mt. Lebanon Township) es un municipio y lugar designado por el censo ubicado en el condado de Allegheny en el estado estadounidense de Pensilvania. En el año 2000 tenía una población de 33.017 habitantes y una densidad poblacional de 2,107.1 personas por km².

## Geografía
El municipio de Mt. Lebanon se encuentra ubicado en las coordenadas 40°22′30″N 80°3′0″O / 40.37500, -80.05000.

## Demografía
Según la Oficina del Censo en 2000 los ingresos medios por hogar en la localidad eran de $60,783 y los ingresos medios por familia eran $79,744. Los hombres tenían unos ingresos medios de $56,183 frente a los $37,008 para las mujeres. La renta per cápita para la localidad era de $33,652. Alrededor del 3.5% de la población estaban por debajo del umbral de pobreza.